# هالی بردشو
هالی بردشو (انگلیسی: Holly Bradshaw؛ زادهٔ ۲ نوامبر ۱۹۹۱) ورزشکار پرش با نیزه اهل بریتانیا است.